# دیرک‌تاشی (بتلیس)
دیرک‌تاشی (به ترکی استانبولی: Direktaşı) یک منطقهٔ مسکونی در ترکیه است که در بیتلیس واقع شده‌است.